# David Vinckboons
David Vinckboons est un peintre néerlandais, baptisé à Malines le 13 août 1576 et mort à Amsterdam en 1629. Il est le fils du peintre Philippe Vinckboons. Peintre de paysage et de scènes de genre, on l'associe plus particulièrement à la représentation de kermesses.

## Biographie
Il est né en 1576 à Mechelen (Malines en français), fils du peintre Philippe Vinckboons qui réalise des aquarelles sur toile, une spécialité à l'époque de Malines. Adeptes de la religion réformée, ses parents quittent Malines pour Anvers vers 1580 où cette religion réformée est encore tolérée. Vers 1591, ils s'établissent à Amsterdam. Dans cette ville, David obtient droit de cité. Le 2 octobre 1602, il s'impose comme artiste, signe ses premières œuvres, et se marie avec la fille d'un notaire de Leeuwarden, Agniette van Loon. Le couple a six enfants. Il achète une maison à Amsterdam sise Sint Antoniesbreestraat.
Élève de son père, il est, sans doute, le professeur de Willem Helming, Jacob Quina, Jacob van der Weyden et Esaias van de Velde l'Ancien.

## Œuvre
Avec les kermesses et des scènes de genre, où il est influencé par Pieter Brueghel l'Ancien, ses spécialités est la représentation d’élégantes compagnies dans des jardins de demeures patriciennes, ou de paysages. Avec Hans Bol et Roelandt Savery, il contribue au développement de la peinture de paysage d’un style encore maniériste, vers un style plus réaliste.
Ses dessins, quelquefois destinés à des graveurs, sont plus nombreux que ses tableaux . Souvent copié ou plagié, les musées français ne conservent que peu d’œuvres sûres de lui. On peut mentionné Une Promenade conservée au musée des beaux-arts de Lille, une belle série de dessins au musée du Louvre : paysages scènes de port, scènes moralisatrice comme Les parents pauvres à la porte de leurs riches enfants, mais aussi évocation des duretés du temps : Paysans chassant des soldats, et Soldats cherchant à forcer la porte d’une maison.
- Le Capitaine de Capernaum (1602-1603), huile sur bois, 51 × 83 cm.
- Voyageurs attaqués par des voleurs (1603), huile sur toile, 30 × 43 cm, Musée des beaux-arts de Nantes[4].
- Portement de la Croix (La Marche au Golgotha) (1611), huile sur chêne, 112 × 166 cm, Alte Pinakothek, Munich[5].
- Paysage (1620), 104 × 79 cm, Brooklyn Museum, New York[6].
- Groupe de paysans dans une auberge (vers 1600), huile sur panneau, 29 × 46 cm, Rijksmuseum Twenthe (en), Enschede[7].
- Fête paysanne ou Kermesse (huile sur bois, musée des beaux-arts de Quimper).

"
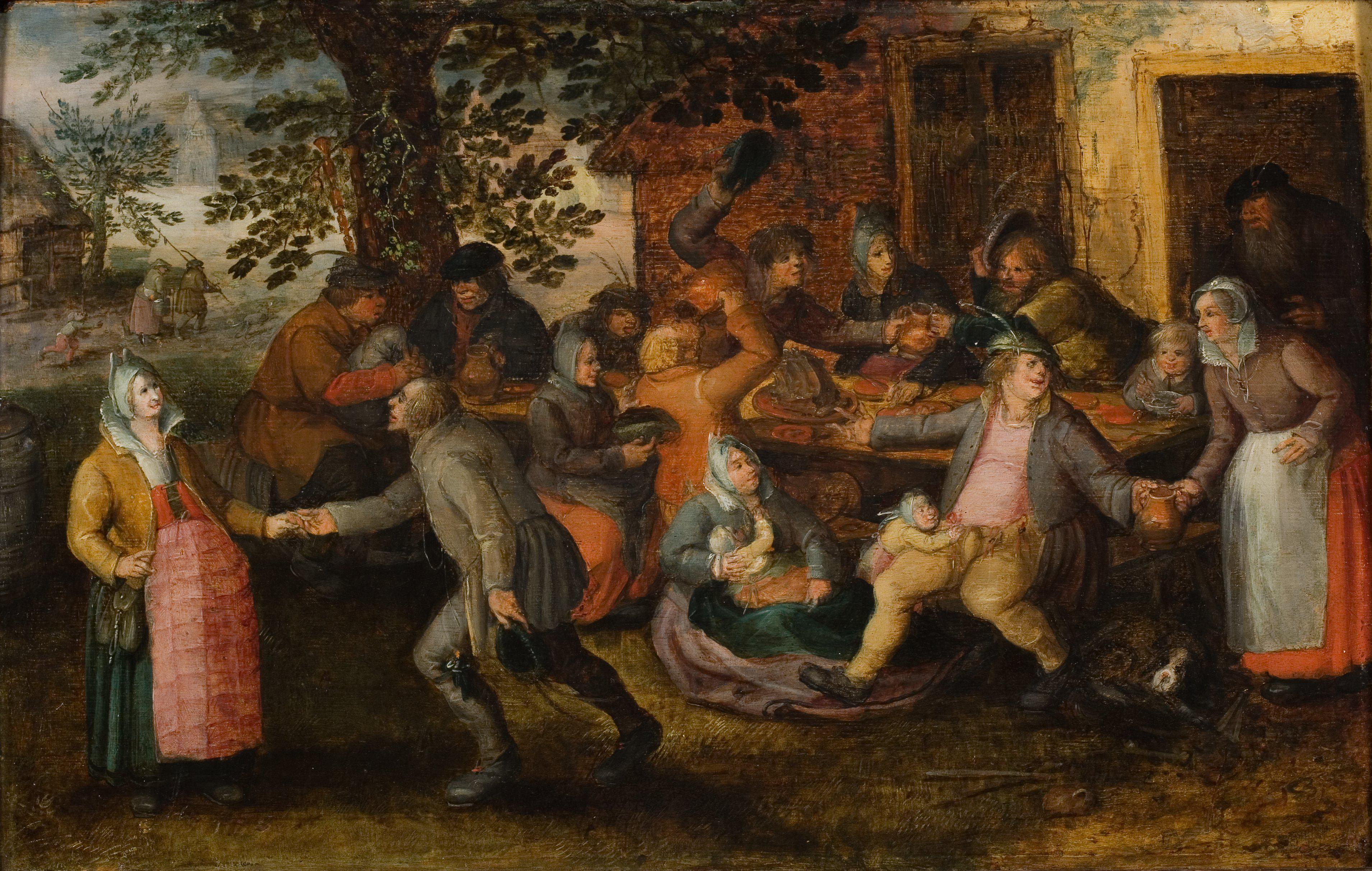
Paysans dans une auberge (vers 1600) Rijksmuseum Twenthe (en), Enschede.
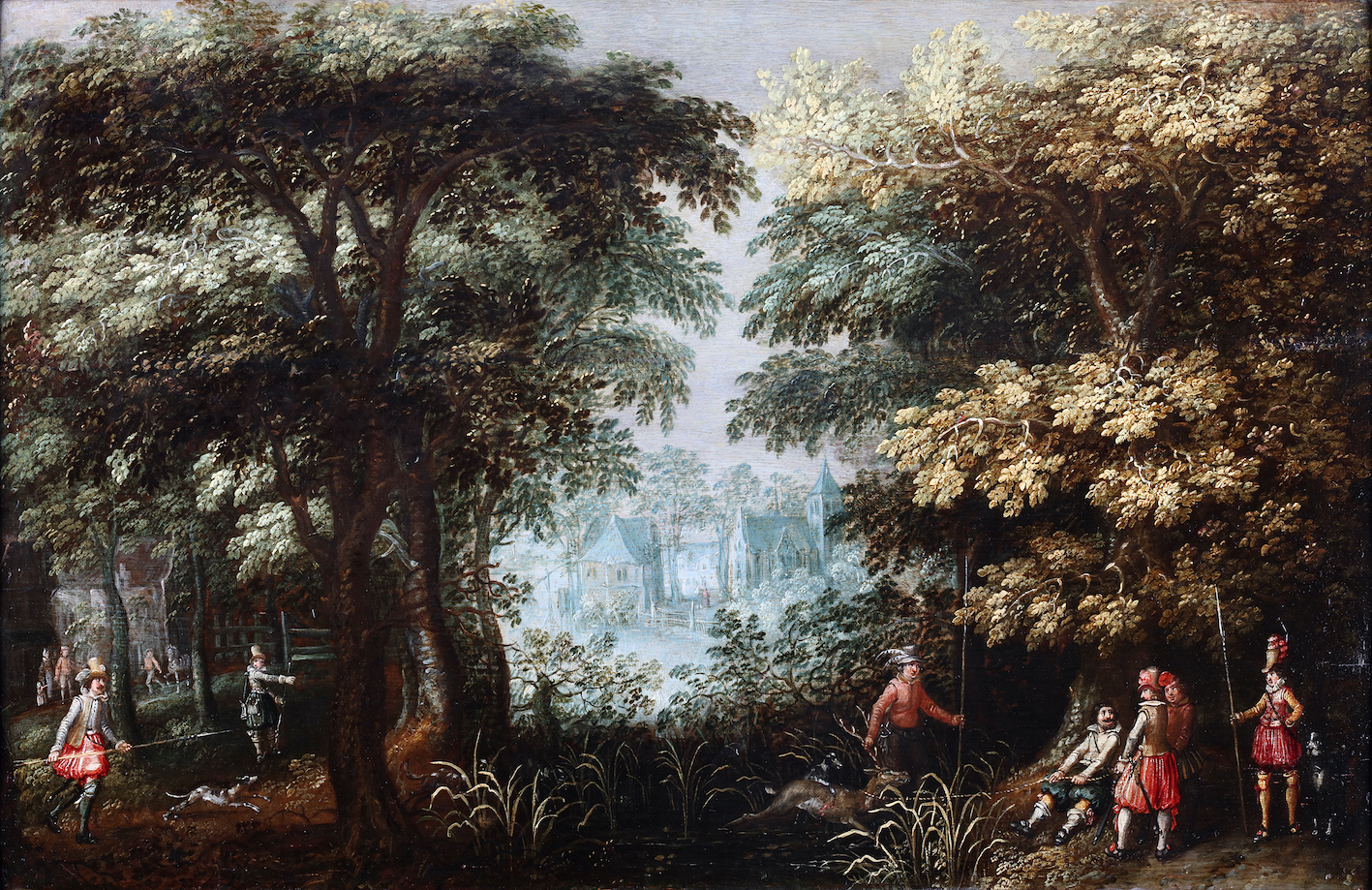
Paysage avec chasseurs et vue sur le village (collection privée hollandaise).
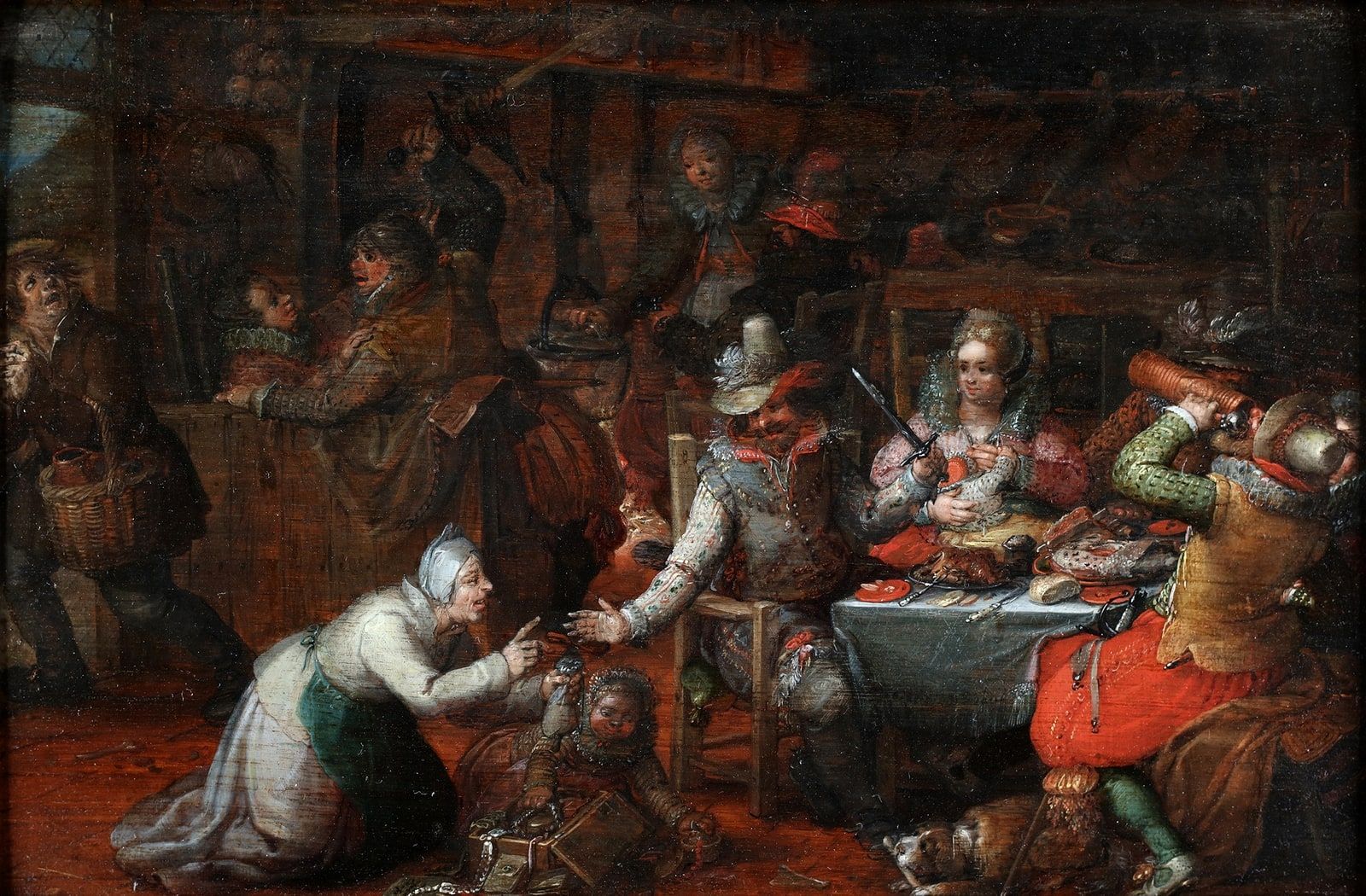
La douleur du paysan (collection privée flamande).
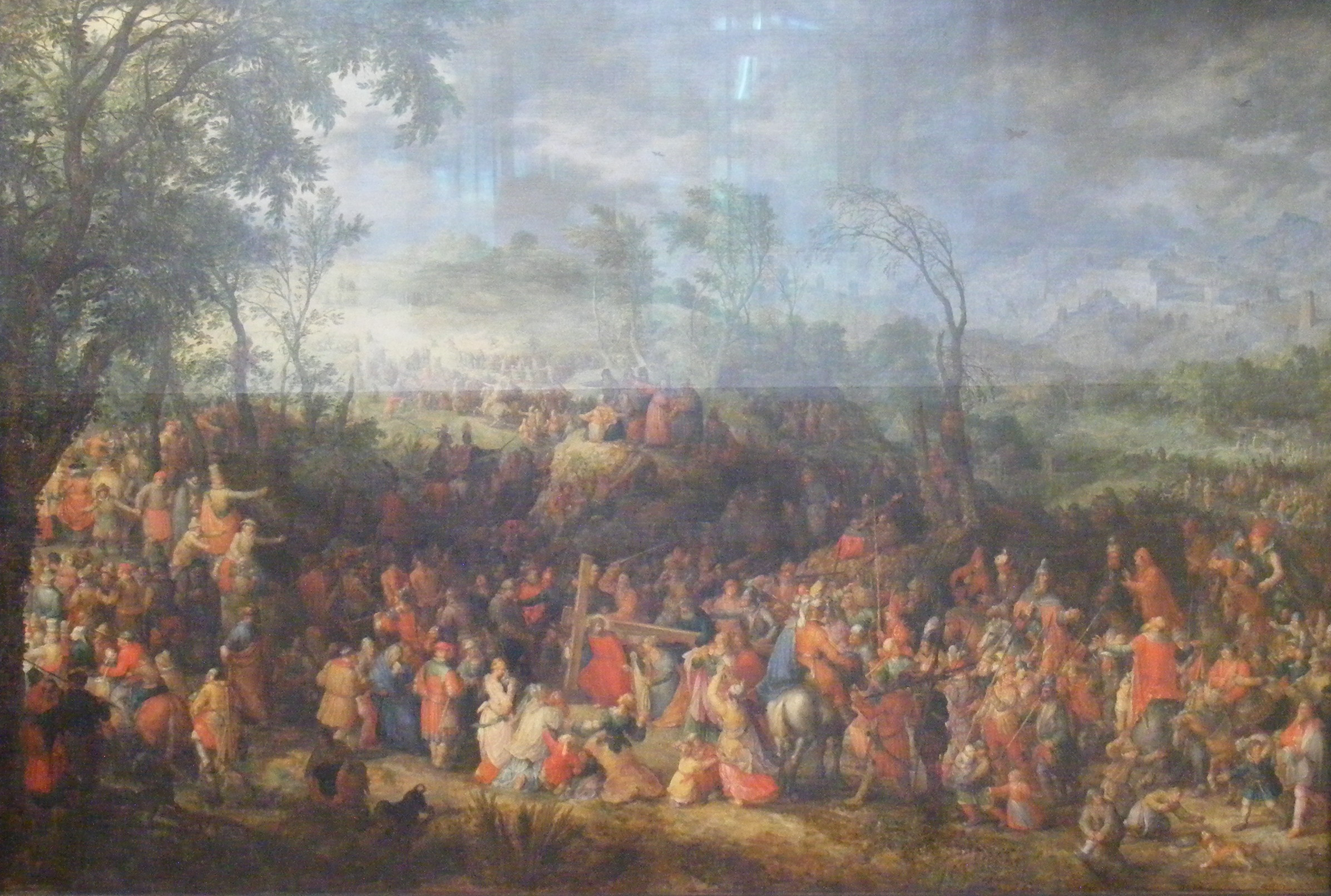
Le Portement de croix (1611) Alte Pinakothek.
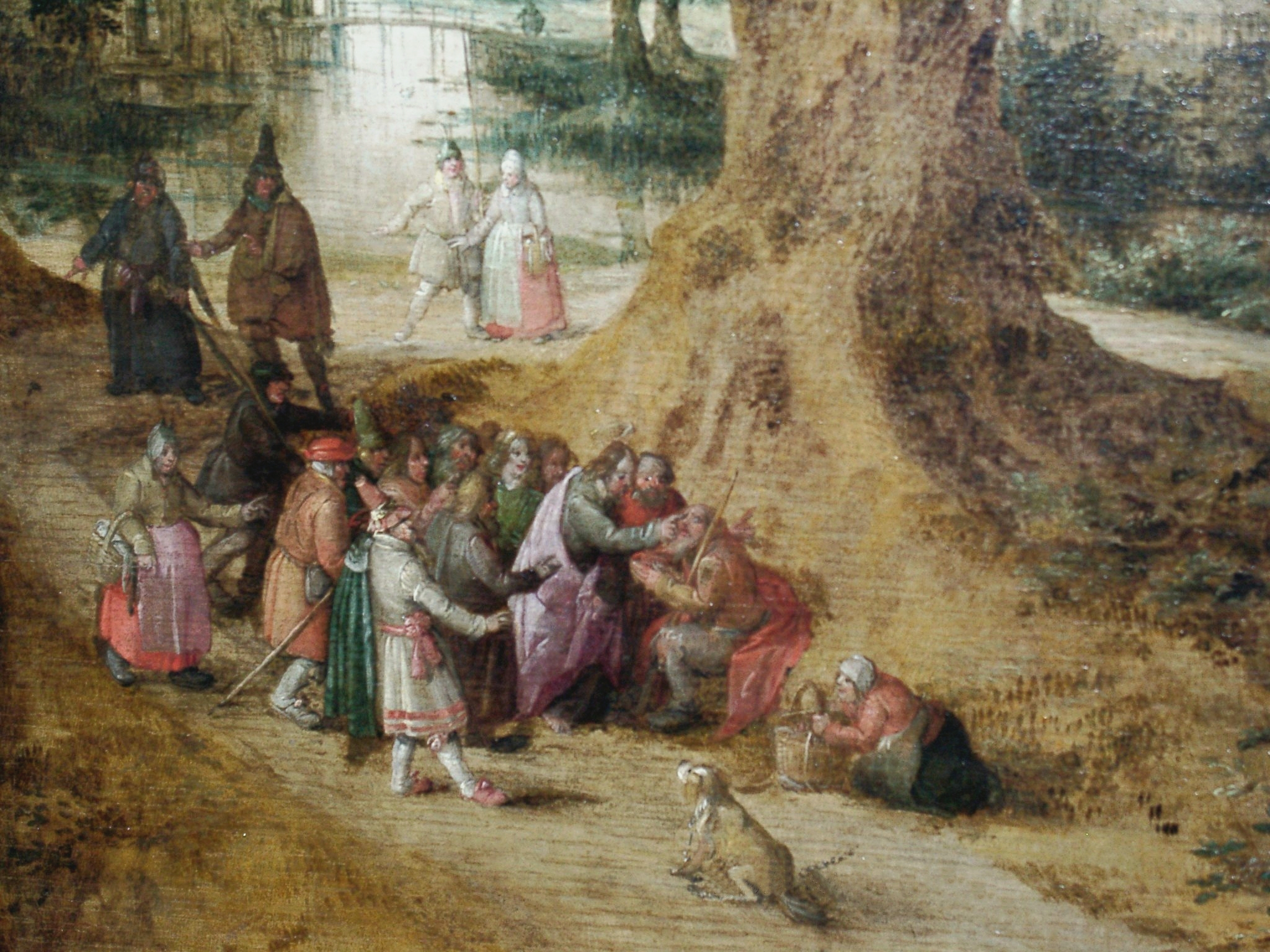
Jésus guérissant un aveugle (1608) Musée Geelvinck-Hinlopen, Amsterdam.
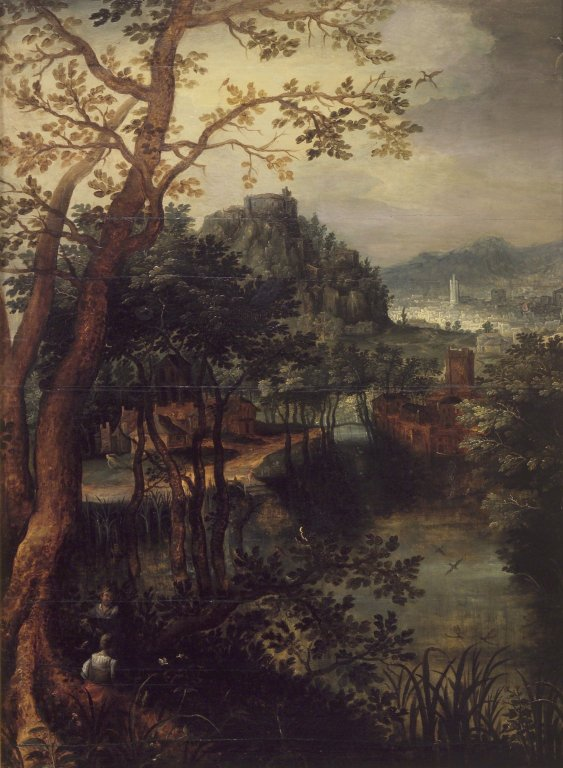
Paysage (1620) Brooklyn Museum, New York.
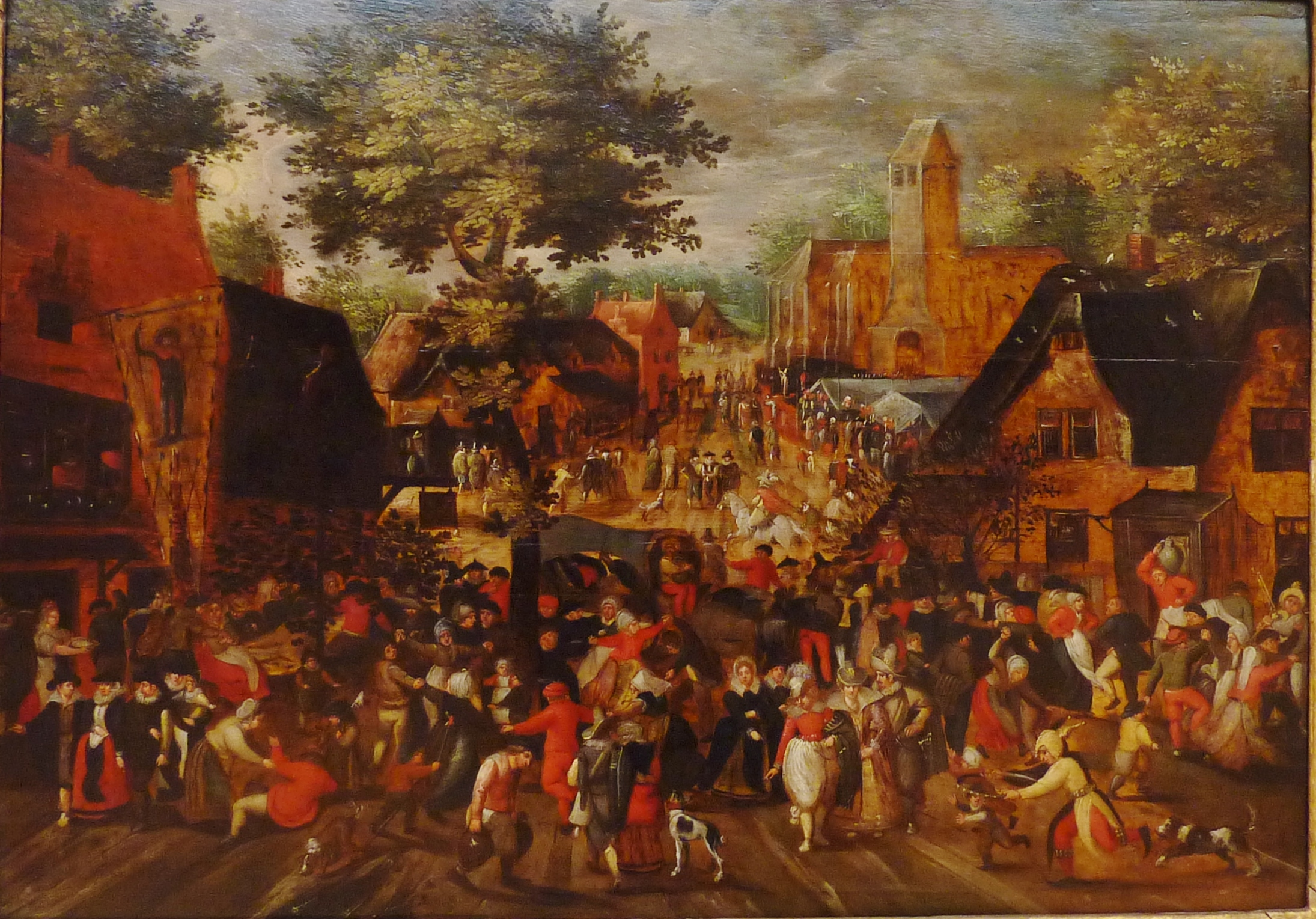
Fête paysanne ou Kermesse (c. 1629) Musée des beaux-arts de Quimper.